# Ust'-Udinskij rajon
L'Ust'-Udinskij rajon (in russo Усть-Удинский район?) è un rajon dell'Oblast' di Irkutsk, nella Siberia sud orientale; il capoluogo è Ust'-Uda.

## Geografia fisica

### Territorio
Il rajon è situato sulla riva destra dell'Angara e sul tratto superiore dell'Ilim; sebbene l'area si trovi in posizione strategica (al centro dell'oblast'), essa soffre di trasporti ed infrastrutture inadeguati, che rendono i collegamenti difficili.

### Clima
Come in tutto la zona, il clima è decisamente continentale, con inverni lunghi e rigidi ed una temperatura media annuale di -3 °C.

## Economia
Le risorse principali sono il legname e l'agricoltura, i restanti settori sono poco sviluppati.